# Veliđe
Veliđe (en serbe cyrillique : Велиђе) est un village du nord-est du Monténégro, dans la municipalité de Berane.

## Démographie

### Évolution historique de la population
| 1948 | 1953 | 1961 | 1971 | 1981 | 1991 | 2003 |
| ---- | ---- | ---- | ---- | ---- | ---- | ---- |
| 184  | 209  | 229  | 160  | 95   | 37   | 29   |